# Psalm

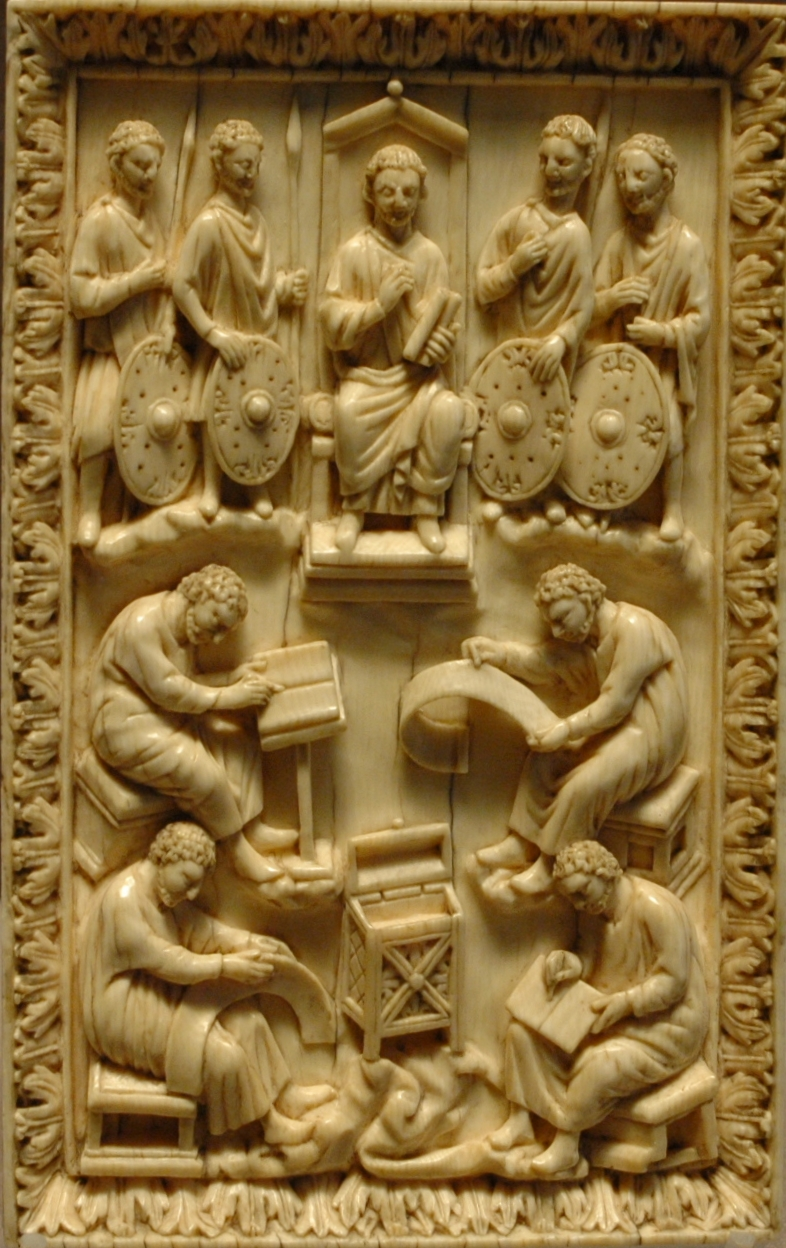
Król Dawid dyktujący psalmy pisarzom; płaskorzeźba wykonana z kości słoniowej, przełom X/XI w.

Psalm (stgr. ψαλμός – psalmós, pochodzi od psallein i oznacza śpiew przy akompaniamencie instrumentu strunowego zwanego psalterionem) – liryczny utwór modlitewny, rodzaj pieśni religijnej o podniosłym charakterze, którego adresatem jest zazwyczaj Bóg, rzadziej człowiek. Ze względu na treść wyróżnia się psalmy dziękczynne, błagalne, pokutne, prorocze, pochwalne, patriotyczne, żałobne.

## Psalmy w Biblii
Księga Psalmów w Biblii obejmuje 150 psalmów. Pierwotna numeracja hebrajska nieco różni się w wersji grecko-łacińskiej. Tradycja zwyczajowo autorstwo Księgi Psalmów przypisuje Dawidowi, choć tylko w 73 pojawia się informacja o jego autorstwie.

## Psalmy w chrześcijaństwie
Psalmy odgrywają w kościołach chrześcijańskich dużą rolę i są podstawą wielu nabożeństw.
Zbiór psalmów, przeznaczonych do odśpiewania na danym nabożeństwie, nazywa się psalmodią. Fabuła jest uschematyzowana i uboga w realia. Interpretacja utworu wymaga przejścia od znaczenia dosłownego do znaczenia alegorycznego lub symbolicznego.

## Psalmy w muzyce
Teksty psalmów były niezliczoną liczbę razy opracowywane muzycznie przez kompozytorów wszystkich epok i z różnych kręgów kulturowych, zarówno na zespoły wokalne, jak i wokalno-instrumentalne. W muzyce europejskiej szczególną rolę w muzyce odegrały psalmy z nieszporów. Najwybitniejsi kompozytorzy tworzyli muzykę zarówno do pojedynczych psalmów, jak i do całych cyklów nieszpornych.
W polskiej i światowej literaturze muzycznej wyjątkową pozycję zajmują „Melodie na psałterz polski” Mikołaja Gomółki (Kraków, 1580), skomponowane do poetyckiego tłumaczenia Jana Kochanowskiego. Zbiór zawiera 150 krótkich utworów w układzie czterogłosowym, w technice nota contra notam. Jest to pierwsze znane opracowanie muzyczne wszystkich 150 psalmów.